# Wilkes Campsite
Le Wilkes Campsite est un site archéologique dans le comté d'Hawaï, à Hawaï, un État américain de l'océan Pacifique. Situé sur les bords orientaux de la caldeira Mokuʻāweoweo, la caldeira sommitale du Mauna Loa, il correspond aux ruines d'un campement monté par l'expédition Wilkes au milieu du XIXe siècle. Il est inscrit au Registre national des lieux historiques depuis le 24 juillet 1974.